# Оскар Потокер
Оскар Потокер (нар. 26 квітня 1880, Вінниця, Подільська губернія — пом. 26 червня 1935, Лос-Анджелес, США) — американський музикант та кінокомпозитор єврейського походження.

## Ранній життєпис
Оскар Потокер народився у Вінниці 26 квітня 1880 року. На батьківщині він створював камерні твори на основі єврейської народної музики. Потокер іммігрував з СРСР до Парижа, Франція, де він жив, а потім із Шербура до США 5 березня 1924 року на борту Berengaria.

## Фільми та навчання
Потокер створив музику до фільмів 1929—1935 років, серед яких «Блондинка Венера» (1932) з Марлен Дітріх, «Таємничий доктор Фу Манчу» (1929), «Король-бродяга» (1930), «За вбивцею» (1932) та «Хей Тікі» (1935). Він також навчав студентів гри на фортепіано теорії та гармонії.

## Автомобільна аварія

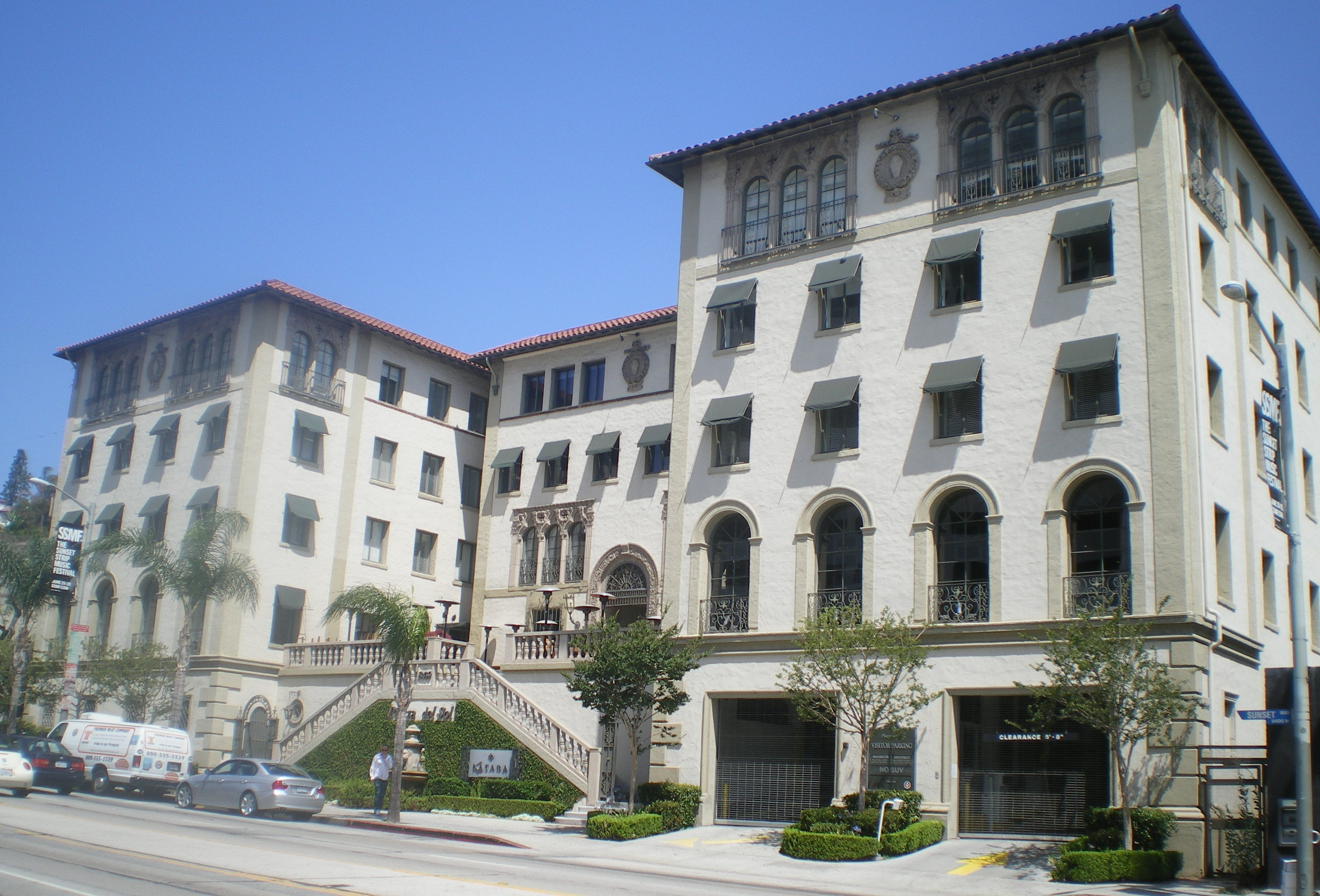
Hacienda Arms (Piazza del Sol), Західний Голлівуд, дім Джозіа Зуро та Оскара Потокера в 1930 році

Потокер їхав в автомобілі, за кермом якого був композитор Джосія Зуро, 18 жовтня 1930 року, коли автомобіль перекинувся на Торрі-Пайнс-роуд, на північ від Сан-Дієго. 42-річний Зуро помер у машині швидкої допомоги по дорозі до меморіального госпіталю Скріппса в Ла-Хойя. Потокер був госпіталізований із серйозними пораненнями, але одужав. Зуро та Потокер обидва жили в одній будівлі, 8439 Sunset Blvd, Hacienda Arms Apartments, згідно з переписом населення США 1930 року.

## Фільмографія

### Композитор
- 1929 — The Dummy
- 1929 — Fashions in Love
- 1929 — The Mysterious Dr. Fu Manchu
- 1929 — The Mighty
- 1929 — The Love Parade
- 1930 — Король-бродяга
- 1930 — Сара і син
- 1930 — Ladies Love Brutes
- 1930 — Shadow of the Low
- 1930 — The Silent Enemy
- 1931 — Fighting Caravans
- 1931 — Beloved Bachelor
- 1931 — Once a Lady
- 1931 — Rich Man's Folly
- 1932 — The Miracle Man
- 1932 — Білокура Венера / Blonde Venus
- 1932 — Trailing the Killer
- 1935 — Hei Tiki[4]